# Bunker (film, 2022)
 (novembre 2023).
Pour les articles homonymes, voir Bunker.
Pour plus de détails, voir Fiche technique et Distribution.
Bunker est un film américain réalisé par Adrian Langley et sorti en 2022.

## Synopsis
Pendant la Grande Guerre, un bataillon de soldats anglais se retrouve prit au piège dans un bunker, dans lequel ils vont devoir affronter un esprit maléfique qui va lentement les monter les uns contre les autres.

## Fiche technique
- Titre original : Bunker
- Réalisation : Adrian Langley
- Scénario : Michael Huntsman
- Société de production : Buffalo FilmWorks
- Pays d'origine :  États-Unis
- Langue originale : Anglais
- Genre : horreur, thriller, guerre
- Durée : 108 minutes
- Date de sortie : 2022

## Distribution
- Eddie Ramos : Pvt. Segura[1]
- Patrick Moltane : Lt. Turner
- Julian Feder : Pvt. Baker
- Luke Baines : Kurt